# Eastnor Castle
Eastnor Castle er et slot fra 1800-tallet i Eastnor, Herefordshire, England.
Eastnor blev opført til den 1. jarl Somers, der ansatte Robert Smirke, der senere arbejdede på British Museum, som arkitekt. SLottet blev opført mellem 1811–1820. En stor del af interiøret blev udøfrt af A.W.N. Pugin i 1849–1850. Eastnor er fortsat et privat hjem og er i øjeblikket ejet af James Hervey-Bathurst, barnebarn af Arthur Somers-Cocks, 6. Baron Somers.
Det er en listed building af første grad. Det tilhørende haveanlæg og omkringliggende park er listed af anden grad. Den er åben for offentligheden med omvisninger på visse tidspunkter af året, og det bruges også til afholdelse af bryllupper.